# Грабощани
Грабощани (хорв. Graboštani) — населений пункт у Хорватії, у Сисацько-Мославинській жупанії у складі громади Маюр.

## Населення
Населення за даними перепису 2011 року становило 134 осіб.
Динаміка чисельності населення поселення:

## Клімат
Середня річна температура становить 10,99 °C, середня максимальна – 25,33 °C, а середня мінімальна – -5,87 °C. Середня річна кількість опадів – 981 мм.
| Клімат поселення                              | Клімат поселення | Клімат поселення | Клімат поселення | Клімат поселення | Клімат поселення | Клімат поселення | Клімат поселення | Клімат поселення | Клімат поселення | Клімат поселення | Клімат поселення | Клімат поселення | Клімат поселення |
| Показник                                      | Січ.             | Лют.             | Бер.             | Квіт.            | Трав.            | Черв.            | Лип.             | Серп.            | Вер.             | Жовт.            | Лист.            | Груд.            |                  |
| Середній максимум, °C                         | 7,17             | 8,97             | 13,36            | 17,63            | 22,14            | 25,33            | 24,25            | 23,60            | 20,02            | 15,20            | 9,80             | 5,65             |                  |
| Середня температура, °C                       | 0,65             | 2,47             | 6,86             | 11,12            | 15,62            | 18,81            | 20,54            | 19,91            | 16,32            | 11,48            | 6,09             | 1,95             |                  |
| Середній мінімум, °C                          | −5,87            | −4,05            | 0,35             | 4,60             | 9,10             | 12,29            | 16,84            | 16,20            | 12,61            | 7,78             | 2,41             | −1,74            |                  |
| Норма опадів, мм                              | 62               | 59               | 69               | 82               | 86               | 96               | 88               | 89               | 86               | 90               | 96               | 78               |                  |
| Середньомісячна швидкість вітру, м/с          | 1.65             | 1.84             | 2.22             | 2.13             | 2.00             | 1.80             | 1.80             | 1.60             | 1.60             | 1.70             | 1.70             | 1.70             |                  |
| Середньомісячна сонячна радіація, кДж/м²·день | 4346             | 7134             | 10828            | 15328            | 19539            | 21743            | 22759            | 19826            | 14783            | 9170             | 4907             | 3585             |                  |
| --------------------------------------------- | ---------------- | ---------------- | ---------------- | ---------------- | ---------------- | ---------------- | ---------------- | ---------------- | ---------------- | ---------------- | ---------------- | ---------------- | ---------------- |
| Джерело:                                      |                  |                  |                  |                  |                  |                  |                  |                  |                  |                  |                  |                  |                  |